# Parupeneus macronemus
 Parupeneus macronemus és una espècie de peix de la família dels múl·lids i de l'ordre dels perciformes.

## Morfologia
Els mascles poden assolir els 40 cm de longitud total.

## Distribució geogràfica
Es troba des del Mar Roig i el Golf Pèrsic fins a KwaZulu-Natal (Sud-àfrica), Indonèsia i les Filipines.